# Гілявський Валерій Михайлович
Вале́рій Миха́йлович Гіля́вський (24.12.1964—2.03.2022) — старший солдат Збройних сил України, учасник російсько-української війни, що загинув під час російського вторгнення в Україну.

## Життєпис
Народився 24 грудня 1964 року. У 2017 році підписав контракт із Збройними Силами України, брав активну участь у бойових діях на території Донецької та Луганських областей.
Під час російського вторгнення в Україну — стрілець-помічник гранатометника механізованої роти механізованого батальйону 72-ї окремої механізованої бригади імені Чорних Запорожців. Загинув під час запеклих боїв у передмісті Києва. від множинних кульових поранень. Поховано у м. Сміла.

## Нагороди
- орден «За мужність» III ступеня (2022, посмертно) — за особисту мужність під час виконання бойових завдань, самовіддані дії, виявлені у захисті державного суверенітету та територіальної цілісності України, вірність військовій присязі.